# Lista faraonilor
Acest articol conține o listă a faraonilor Egiptului Antic, începând cu Perioada Dinastică Timpurie înainte de 3000 î.Hr. până la sfârșitul Dinastiei Ptolemeice, când Egiptul a devenit provincie a Imperiului Roman sub conducera lui Augustus Caesar în 31-30î.Hr..
Datele din tabelele de mai jos sunt în marea lor majoritate aproximative. Există mai multe moduri de datare în funcție de modul cum sunt construite și pe ce informații se bazează sistemele de datare ale istoria Egiptului Antic. Mai jos este prezentat unul din acestea.

## Perioada predinastică
Perioada arhaică include momentul când Egiptul de Jos și Egiptul de Sus erau conduse ca regate separate, și Prima și cea de a II-a dinastii.

### Egiptul de Jos
Egiptul de Jos se afla pe Nilul de nord și Delta Nilului. Lista următoare este posibil să nu fie completă:
| Imagine                                                   | Nume               | Comentarii | Domnie         |
| --------------------------------------------------------- | ------------------ | --- | -------------- |
|                                                           | [...]pu            | Cunoscut doar de pe piatra de la Palermo⁠(d) | Necunoscut     |
|                                                           | Hsekiu / Seka      | Cunoscut doar de pe piatra de la Palermo⁠(d) | Necunoscut     |
|                                                           | Khayu⁠(d)           | Cunoscut doar de pe piatra de la Palermo⁠(d) | Necunoscut     |
|                                                           | Tiu⁠(d) / Teyew     | Cunoscut doar de pe piatra de la Palermo⁠(d) | Necunoscut     |
|                                                           | Thesh / Tjesh      | Cunoscut doar de pe piatra de la Palermo⁠(d) | Necunoscut     |
|                                                           | Neheb⁠(d)           | Cunoscut doar de pe piatra de la Palermo⁠(d) | Necunoscut     |
|                                                           | Wazner             | Cunoscut doar de pe piatra de la Palermo⁠(d) | c. 3200 î.e.n. |
|                                                           | Mekh⁠(d)            | Cunoscut doar de pe piatra de la Palermo⁠(d) | Necunoscut     |
|                                                           | [...]a             | Cunoscut doar de pe piatra de la Palermo⁠(d) | Necunoscut     |
|                                                           | Hedju Hor⁠(d)       | Cunoscut doar de pe două amfore de lut din Tura, Egipt⁠(d) | Naqada II⁠(d)?? |
|                                                           | Ny-Hor⁠(d)          | Cunoscut doar de pe vase de lut și piatră găsite în morminte de lângă Tarchan, Tura, Tarjan, și Nagada. Unii istorici cred că acest serekh este doar o tentativă rudimentară de de a scrie numele „Narmer”. | Naqada II⁠(d)?? |
|                                                           | Ni-Neith⁠(d)        | Cunoscut doar de pe inscripțiile din Helwan⁠(d). Nu se știe sigur cum i se citea numele. | c. 3200 î.e.n. |
|                                                           | Hat-Hor⁠(d)         | Unii istorici cred că acest serekh este doar o tentativă rudimentară de a scrie numele "Narmer". | c. 3180 î.e.n. |
|                                                           | [Double Falcon⁠(d)] | Posibil să fi domnit și în Egiptul de Sus | c. 3150 î.e.n. |
| EB1911 Egypt - Early Art - King Narmer, Slate Palette.jpg | Wash⁠(d)            | Cunoscut doar după Paleta lui Narmer | c. 3150 BC     |

Egiptul de Sus, era format din sudul Nilului și deșert. Lista următoare este posibil să nu fie completă :
| Nume        | Comentarii          | Date             |
| ----------- | ------------------- | ---------------- |
| Elefant     | Perioada Naqada III | cca. 3200 î.Hr.? |
| Taur        | Perioada Naqada III | c. 3150 î.Hr.?   |
| Serket I⁠(d) | Perioada Naqada III | c. 3100 î.Hr.    |

## Perioada dinastică timpurie

### Dinastia 0
| Nume             | Imagine | Comentariu                                              | Dată          |
| ---------------- | ------- | ------------------------------------------------------- | ------------- |
| Iry-Hor⁠(d)       |         | Poziția cronologica este incertă.                       | c. 3150 î.Hr. |
| Crocodil         |         | Citit Shendjw; identitatea și existența sunt disputate. | c. 3150 î.Hr. |
| Ka               |         | Citit Sekhen; identitatea și existența sunt disputate.  | c. 3150 î.Hr. |
| Serket al II-lea |         | Posibil același cu Narmer.                              | c. 3150 î.Hr. |

### Prima Dinastie
Prima Dinastie a condus din cca.3100 î.Hr. până în 2890 î.Hr..
| Nume         | Imagine | Comentariu | Domnie                  |
| ------------ | ------- | --- | ----------------------- |
| Narmer       |         | Posibil aceeași persoană cu Menes, ce a unificat Egiptul.                                                                   | c. 3100 î.Hr.           |
| Hor-Aha      |         | Forma grecească: Athotís.                                                                                                   | c. 3050 î.Hr.           |
| Djer         |         | Forma grecească: Uenéphes (după numele său regal, In-nebw). Mormântul său s-a crezut a fi mormântul legendar al lui Osiris. | 3050 Î. HR.- 2996î. HR. |
| Djet         |         | Forma grecească: Usapháis.                                                                                                  | 2996î. HR.-2986 î. HR.  |
| Merneith     |         | Femeie-Faraon, mama lui Den și soția lui Djet.                                                                              | c. 2970 î.Hr.           |
| Den          |         | Forma grecească: Kénkenes (după pronunția numelui său: Qenqen). Primul faraon reprezentat cu dublă coroană.                 | 42 ani                  |
| Anedjib⁠(d)   |         | Forma grecească: Miebidós                                                                                                   | 10 ani                  |
| Semerkhet⁠(d) |         | Forma grecească: Semempsés.                                                                                                 | 8½ ani                  |
| Qa'a⁠(d)      |         | Forma grecească: Bienéches.                                                                                                 | 34 ani                  |
| Sneferka⁠(d)  |         | Domnie scurtă. Poziție cronologică sigură inexactă.                                                                         | c. 2900 î.Hr.           |
| Horus-Ba     |         | Domnie scurtă. Poziție cronologică sigură inexactă.                                                                         | c. 2900 î.Hr.           |

### A II-a Dinastie
A II-a dinastie a condus între 2890 și 2890 î. Hr.
| Nume                  | Imagine | Comentariu | Domnie    |
| --------------------- | ------- | --- | --------- |
| Hotepsekhemwy⁠(d)      |         | Manetho îl numește Boëthos.                                                                                        | 15 ani    |
| Raneb⁠(d)              |         | Formă grecească: Kaíechós (de la numele Kakaw). Primul faraon ce folosește soarele ca simbol regal al numelui său. | 14 ani    |
| Nynetjer⁠(d)           |         | Formă grecească: Binóthris.                                                                                        | 43–45 ani |
| Weneg-Nebty           |         | Forma grecească: Ougotlas/Tlás.                                                                                    |           |
| Senedj                |         | Formă grecească: Sethenes.                                                                                         |           |
| Seth-Peribsen⁠(d)      |         | El a promovat cultul soarelui în Egipt.                                                                            |           |
| Sekhemib-Perenmaat⁠(d) |         | Posibil același cu Seth-Peribsen.                                                                                  |           |
| Neferkara I⁠(d)        |         | Forma grecească: Néphercherés.                                                                                     |           |
| Neferkasokar⁠(d)       |         | Forma grecească: Sesóchris. Ne-atestat arheologic.                                                                 |           |
| Hudjefa I⁠(d)          |         | Numele său este de fapt o parafrază.                                                                               |           |
| Khasekhem(wy)         |         | Forma grecească: Chenerés.                                                                                         |           |

## Vechiul Regat

### A III-a Dinastie
| Nume          | Imagine | Comentariu                                                                                        | Domnie                       |
| ------------- | ------- | ------------------------------------------------------------------------------------------------- | ---------------------------- |
| Djoser        |         | Forma grecească: Tosórthros. A construit prima piramidă din Egipt, proiectată de scribul Imhotep. | 19 ori 28 ani ca. 2670 î.Hr. |
| Sekhemkhet⁠(d) |         | Forma grecească: Tyréis.                                                                          | 2649–2643                    |
| Sanakht       |         | Forma grecească: Necheróphes. Posibil același cu Nebka⁠(d) (disputat).                             | c. 2650                      |
| Khaba⁠(d)      |         | Posibil același cu Huni.                                                                          | 2643–2637                    |
| Huni          |         | Forma grecească: Áches.                                                                           | 2637–2613                    |

### A IV-a Dinastie
A IV-a Dinastie Egipteană a fost cea de a doua din cele patru dinastii ce se cosideră a forma Vechiul Regat Egiptean. Faraonii acestei dinastii îi cuprind pe unii din cei mai cunoscuți monarhi ai Egiptului Antic cunoscuți pentru construcția de piramide.Toți faraonii acestei dinastii au construit cel puțin câte o piramidă care să servească drept mormânt. Ca și în cea de a III a dinastie capitala era la Memphis.
| Nume         | Imagine | Comentariu                                                                    | Domnie          |
| ------------ | ------- | ----------------------------------------------------------------------------- | --------------- |
| Sneferu      |         | Formă grecească: Sóris.                                                       | 48 ani          |
| Khufu        |         | Forme grecești: Cheops, Keops și Suphis. A construit Marea Piramidă din Giza. | 2589–2566 î.Hr. |
| Djedefra     |         | Forma grecească: Rátoises. A construit Sfinxul din Giza.                      | 2566–2558 î.Hr. |
| Khafra       |         | Forma grecească: Chéphren și Suphis II. A construit Piramida lui Khafra.      | 2558–2532 î.Hr. |
| Baka/Bauefrê |         | Forma grecească: Bikheris.                                                    |                 |
| Menkaura     |         | Forma grecească: Mykerinos.                                                   | 2532–2503 î.Hr. |
| Shepseskaf   |         | Forma grecească: Seberchéres.                                                 | 2503–2498 î.Hr. |
| Djedefptah   | –       | Posibil ficțional.                                                            | —               |

### A V-a Dinastie Egipteană
| Nume              | Imagine | Comentariu                                                           | Domnie          |
| ----------------- | ------- | -------------------------------------------------------------------- | --------------- |
| Userkaf           |         | A construit primul templu solar la Abusir.                           | 2498–2491 î.Hr. |
| Sahure            |         |                                                                      | 2490–2477 î.Hr. |
| Neferirkare Kakai |         | Fiul lui Sahure, născut cu numele Ranefer.                           | 2477–2467 î.Hr. |
| Neferefre         |         | Fiul lui Neferirkare.                                                | 2460–2458 î.Hr. |
| Shepseskare       |         | A domnit după Neferefre pentru câteva luni; posibil fiul lui Sahure. | Câteva luni     |
| Nyuserre Ini      |         | Fratele lui Neferefre.                                               | 2445–2422 î.Hr. |
| Menkauhor Kaiu    |         | Ultimul faraon ce a construit un templu solar.                       | 2422–2414 î.Hr. |
| Djedkare Isesi    |         |                                                                      | 2414–2375 î.Hr. |
| Unas              |         |                                                                      | 2375–2345 î.Hr. |

### A VI-a Dinastie Egipteană
A VI-a Dinastie Egipteană a condus Egiptul între anii 2345 - 2181 î.Hr..
| Nume                         | Imagine | Comentarii                                                     | Domnie                       |
| ---------------------------- | ------- | -------------------------------------------------------------- | ---------------------------- |
| Teti                         |         | Probabil ucis de succesorul său.                               | 2345–2333 î.Hr.              |
| Userkare                     |         |                                                                | 2333–2332 î.Hr.              |
| Pepi I Meryre                |         |                                                                | 2332–2283 î.Hr.              |
| Merenre Nemtyemsaf I⁠(d)      |         |                                                                | 2283–2278 î.Hr.              |
| Pepi al II-lea Neferkare     |         | A domnit între 64 și 94 de ani, cea mai lungă domnie din lume. | 2278–2184 î.Hr.              |
| Neferka⁠(d)                   |         | Probabil un fiu lui Pepi al II-lea.                            | 2200–2199 î.Hr.              |
| Merenre Nemtyemsaf al II-lea |         | Probabil un fiu al lui Pepi al II-lea.                         | 1 an și o lună c. 2184 î.Hr. |
| Neitiqerty Siptah            |         | Identic cu Netjerkare.                                         | c. 2184–2181 î.Hr.           |

## Prima Perioadă Intermediară
Prima Perioadă Intermediară este perioada cuprinsă între sfârșitul Vechiului Regat și ridicarea Regatului Mijlociu.
Vechiul Regat Egiptean s-a stins imediat după moartea lui Pepi II. Acesta a domnit timp de 94 de ani și a murit la vârsta de 100 de ani. Ultimii ani din domnia lui Pepi II au fost marcați de inficiență datorită vârstei avansate a acestuia.
Uniunea celor doua regate s-a destrămat, iar liderii regionali au avut de înfruntat o lungă perioadă de foamete.
În jurul anului 2160 î.Hr., o nouă linie de descendenți ai faraonilor a încercat să reunească Egiptul de Jos din capitala lor în Herakleopolis Magna⁠(d). În același timp o altă ramură a descendenților faraonilor reunea Egiptul de Sus, iar confruntarea celor două era inevitabilă.

### Dinastiile a VII-a și a VIII-a
Dinastiile VII și VIII au condus în perioada 2181 - 2160 î.Hr.. 
(Tabelul următor se bazează pe Tabelule de la Abydos din Templul lui Seti I, luate din www.narmer.pl/main/abydos_en.html[nefuncțională]
)
| Nume                             | Imagine | Comentariu                                     | Domnie          |
| -------------------------------- | ------- | ---------------------------------------------- | --------------- |
| Menkare⁠(d)                       |         | Atestat pe zidurile mormântului reginei Neit.  |                 |
| Neferkare al II-lea              |         |                                                |                 |
| Neferkare al III-lea Neby⁠(d)     |         |                                                |                 |
| Djedkare Shemai⁠(d)               |         |                                                |                 |
| Neferkare al IV-lea Khendu⁠(d)    |         |                                                |                 |
| Merenhor⁠(d)                      |         |                                                |                 |
| Neferkamin⁠(d)                    |         |                                                |                 |
| Nikare⁠(d)                        |         |                                                |                 |
| Neferkare al V-lea Tereru⁠(d)     |         |                                                |                 |
| Neferkahor⁠(d)                    |         |                                                |                 |
| Neferkare al VI-lea Pepiseneb⁠(d) |         |                                                |                 |
| Neferkamin Anu⁠(d)                |         |                                                |                 |
| Qakare Ibi⁠(d)                    |         |                                                | 2169–2167 î.Hr. |
| Neferkaure⁠(d)                    |         |                                                | 2167–2163 î.Hr. |
| Neferkauhor Khuwihapi⁠(d)         |         | Atestat pe zidurile mormântului lui Shemay⁠(d). | 2163–2161 î.Hr. |
| Neferirkare⁠(d)                   |         |                                                | 2161–2160 î.Hr. |

### A IX-a Dinastie
A IX-a Dinastie a condus în perioada 2160-2130 î.Hr.. 18 regi fac parte din această dinastie, 12 nume lipsesc iar 4 sunt parțiale.
| Nume                                            | Imagine | Comentariu | Domnie |
| ----------------------------------------------- | ------- | ---------- | ------ |
| Khety I Meryibre⁠(d) (Acthoes I)                 |         |            | 2160–? |
| —                                               |         | -          | ?      |
| Neferkare al VII-lea                            |         | -          | ?      |
| Khety al II-lea Nebkaure⁠(d) (Acthoes al II-lea) |         | -          | ?      |
| Setut⁠(d) (disputat)                             |         | -          | ?      |
| —                                               |         | -          | ?      |
| Mery—                                           |         | -          | ?      |
| Shed—                                           |         | -          | ?      |
| H—                                              |         | -          | ?      |

### A X-a Dinastie
A X-a Dinastie a fost un grup ce a deținut puterea în Egiptul de Sus în perioada 2130 - 2040 î.Hr..
| Nume                                  | Imagine | Comentariu | Domnie       |
| ------------------------------------- | ------- | ---------- | ------------ |
| Meryhathor⁠(d)                         |         | —          | 2130 î.Hr.–? |
| Neferkare al VIII-lea                 |         | —          | ?            |
| Wahkare Khety⁠(d) (Acthoes al III-lea) |         | —          | ?            |
| Merykare⁠(d)                           |         | —          | ?–2040 î.Hr. |

### A XI-a Dinastie
Dinastia a XI-a, a fost un grup local cu rădăcini in Egiptul de Sus, care a domnit între 2134-1991 î.Hr. A 11-a dinastie provine dintr-o dinastie de nomarhi tebani.
| Nume       | Imagine | Comentariu | Domnie |
| ---------- | ------- | --- | ------ |
| Iry-pat⁠(d) |         | Nomarh teban ce a servit un faraon cu nume necunoscut. Din această cauză, este considerat întemeietorul Dinastiei a XI-a. Numit și Intef Bătrânul. | —      |

Succesorii lui Intef au devenit independenți.
| Nume                              | Imagine | Comentariu                            | Domnie          |
| --------------------------------- | ------- | ------------------------------------- | --------------- |
| Mentuhotep I⁠(d) Tepy-a            |         | Nomarh teban ce a condus independent. | ?–2134 î.Hr.    |
| Intef I Sehertawy                 |         |                                       | 2134–2117 î.Hr. |
| Intef al II-lea Wahankh           |         |                                       | 2117–2069 î.Hr. |
| Intef al III-lea Nakhtnebtepnefer |         | A cucerit cetatea Asyut.              | 2069–2060 î.Hr. |

## Regatul Mijlociu
Regatul Mijlociu este perioada cuprinsă între sfârșitul Primei Perioade Intermediare și cea de a doua Perioadă Intermediară.
Pe lângă prima jumătate a Dinastiei a XI-a și a XII-a Dinastie, unii egiptologi includ în Regatul Mijlociu și dinastiile a XIII-a și a XIV-a.
Perioada Regatului Mijlociu este caracterizată de o deschidere către comerț, în afara Egiptului, acesta ducând in cele din urmă însă și la decăderea Regatului datorită invaziei Hyksos.

### A XI-a Dinastie Continuată
A doua parte a dinastiei a XI-a aparține Regatului Mijlociu.
| Nume                               | Imagine | Comentariu | Domnie          |
| ---------------------------------- | ------- | ---------- | --------------- |
| Mentuhotep al II-lea Nebhetepre    |         |            | 2060–2010 î.Hr. |
| Mentuhotep al III-lea Sankhkare⁠(d) |         |            | 2010–1998 î.Hr. |
| Mentuhotep al IV-lea Nebtawyre⁠(d)  |         |            | 1997–1991 î.Hr. |

### Faraoni enigmatici
| Nume           | Imagine | Comentariu                                                    | Domnie |
| -------------- | ------- | ------------------------------------------------------------- | ------ |
| Segerseni⁠(d)   |         | Mormântul său e necunoscut. Atestat doar în Nubia Inferioară. | ?      |
| Qakare Ini⁠(d)  |         | Mormântul său e necunoscut. Atestat doar în Nubia Inferioară. | ?      |
| Iyibkhentre⁠(d) |         | Mormântul său e necunoscut. Atestat doar în Nubia Inferioară. | ?      |

### A XII-a Dinastie
A condus Egiptul intre 1991 și 1802 î.Hr..
| Nume                                                    | Imagine | Comentariu             | Domnie          |
| ------------------------------------------------------- | ------- | ---------------------- | --------------- |
| Amenemhat I Sehetepibre⁠(d)                              |         | A murit asasinat.      | 1991–1962 î.Hr. |
| Senusret I Kheperkare⁠(d) (Sesostris I)                  |         |                        | 1971–1926 î.Hr. |
| Amenemhat al II-lea Nubkaure⁠(d)                         |         | —                      | 1929–1895 î.Hr. |
| Senusret al II-lea Khakheperre⁠(d) (Sesostris al II-lea) |         | —                      | 1897–1878 î.Hr. |
| Senusret al III-lea Khakaure (Sesostris al III-lea)     |         |                        | 1878–1860 î.Hr. |
| Amenemhat al III-lea Nimaatre⁠(d)                        |         | —                      | 1860–1815 î.Hr. |
| Amenemhat al IV-lea Maakherure⁠(d)                       |         |                        | 1815–1807 î.Hr. |
| Sobekkare Sobekneferu⁠(d)                                |         | Femeie-Faraon          | 1807–1802 î.Hr. |
| Seankhibtawy Seankhibra⁠(d)                              |         | Probabil un uzurpator. |                 |

## A doua Perioadă Intermediară
A doua Perioadă Intermediară a Egiptului este perioada cuprinsă între sfârșitul Regatului Mijlociu și ridicarea Noului Regat. Este conoscută ca perioada în care Hyksos și-au marcat pentru prima oară prezența în Egipt, suveranitatea lor făcându-se prin intermediul dinastiilor a XV-a și a XVI-a.
Hyksos și-au făcut apariția în timpul domniei lui Sobekhotep IV⁠(d), și în jurul anului 1720î.Hr. au preluat controlul orașului Avaris (Tell ed-Dab'a/Khata'na actual). Hyksos, conduși de Salitis⁠(d), fondatorul dinastiei a XV-a, au cucerit Egiptul în timpul faraonului Dudimose I⁠(d).
În perioada căderii orașuluiMemphis, casa regală locală din Theba și-a declarat independența și a fondat a XVII-a dinastie, acesta gonindu-i în cele din urmă pe Hyksos înapoi în Asia.

### A XIII-a Dinastie
A XVIII-a dinastie (conform Lista regilor din Turin) a condus din 1800 î.Hr. până în jur de 1649 î.Hr. și a durat 153 sau 154 ani după Manetho.
| Nume                                        | Imagine | Comentariu                                                               | Domnie                                                        |
| ------------------------------------------- | ------- | ------------------------------------------------------------------------ | ------------------------------------------------------------- |
| Sekhemre Khutawy Sobekhotep I               |         | Fondatorul dinastiei a XVIII-a                                           | 1802–1800 î.Hr.                                               |
| Sonbef⁠(d)                                   |         | Fratele lui Sekhemre Khutawy Sobekhotep și fiul lui Amenemhat al IV-lea. | 1800–1796 î.Hr.                                               |
| Nerikare⁠(d)                                 |         |                                                                          | 1796 î.Hr.                                                    |
| Sekhemkare⁠(d) Amenemhat al V-lea            |         | A domnit 3-4 ani                                                         | 1796–1793 î.Hr.                                               |
| Ameny Qemau⁠(d)                              |         |                                                                          | 1795–1792 î.Hr.                                               |
| Hotepibre⁠(d) Qemau Siharnedjheritef         |         | Numit și Sehotepibre.                                                    | 1792–1790 î.Hr.                                               |
| Iufni⁠(d)                                    |         |                                                                          | c. 1790 – 1788 î.Hr.                                          |
| Amenemhet al VI-lea Seankhibre⁠(d)           |         | —                                                                        | 1788–1785 î.Hr.                                               |
| Semenkare Nebnuni⁠(d)                        |         | —                                                                        | 1785–1783 î.Hr. sau 1739 î.Hr.                                |
| Sehetepibre⁠(d) Sewesekhtawy                 |         | —                                                                        | 1783–1781 î.Hr.                                               |
| Sewadjkare⁠(d)                               |         |                                                                          |                                                               |
| Nedjemibre⁠(d)                               |         |                                                                          | 7 uni, 1780 î.Hr. sau 1736 î.Hr.                              |
| Khaankhre Sobekhotep⁠(d)                     |         |                                                                          | 3 ani, c. 1780–1777 î.Hr.                                     |
| Renseneb⁠(d)                                 |         |                                                                          | 4 luni, c. 1777 î.Hr.                                         |
| Awybre Hor I⁠(d)                             |         |                                                                          | 1 an și 6 luni, c. 1777–1775 î.Hr.                            |
| Sekhemrekhutawy Khabaw⁠(d)                   |         | Fiul lui Hor Awibre                                                      | c. 1775–1772 î.Hr.                                            |
| Djedkheperew⁠(d)                             |         | Fiul lui Hor Awibre; fratele lui Khabaw.                                 | c. 1772–1770 î.Hr.                                            |
| Sebkay⁠(d)                                   |         | Probabil 2 regi, Seb și fiul său Kay.                                    |                                                               |
| Sedjefakare⁠(d)                              |         |                                                                          | c. 1769–1766 î.Hr.                                            |
| Khutawyre Wegaf                             |         |                                                                          | c. 1767 î.Hr.                                                 |
| Khendjer⁠(d)                                 |         |                                                                          | c. 1765 î.Hr.                                                 |
| Imyremeshaw⁠(d)                              |         | Atestat de două statui.                                                  | c. 1759 î.Hr. sau 1711 î.Hr..                                 |
| Sehetepkare Intef⁠(d) al IV-lea              |         | —                                                                        | ?                                                             |
| Seth Meribre⁠(d)                             |         | —                                                                        | ?                                                             |
| Sobekhotep al III-lea Sekhemresewadjtawy⁠(d) |         |                                                                          | c. 1755–1751 î.Hr.                                            |
| Khasekhemre Neferhotep I⁠(d)                 |         |                                                                          | 1751–1740 î.Hr.                                               |
| Menwadjre Sihathor⁠(d)                       |         |                                                                          | 1739 î.Hr.                                                    |
| Sobekhotep al IV-lea Khaneferre⁠(d)          |         |                                                                          | 1740–1730 î.Hr.                                               |
| Merhotepre Sobekhotep⁠(d) al V-lea           |         | —                                                                        | c. 1730 î.Hr.                                                 |
| Khahotepre Sobekhotep⁠(d) al VI-lea          |         |                                                                          | c. 1725 î.Hr.                                                 |
| Wahibre Ibiau⁠(d)                            |         |                                                                          | 1725–1714 î.Hr. ori 1712–1701 î.Hr.                           |
| Merneferre Ay⁠(d) I                          |         |                                                                          | 23 ani, 8 luni și 18 zile, 1701–1677 î.Hr. or 1714–1691 î.Hr. |
| Merhotepre Ini⁠(d)                           |         |                                                                          | c. 1677–1675 î.Hr. or 1691–1689 î.Hr.                         |
| Sankhenre Sewadjtu⁠(d)                       |         |                                                                          | 1675–1672 î.Hr.                                               |
| Mersekhemre Ined⁠(d)                         |         |                                                                          | 1672–1669 î.Hr.                                               |
| Sewadjkare Hori⁠(d)                          |         |                                                                          | ?                                                             |
| Merkawre Sobekhotep⁠(d) al VII-lea           |         | A domnit 2 ani și 6 luni.                                                | 1664–1663 î.Hr.                                               |
| 7 regi cu nume necunoscut                   |         |                                                                          | 1663 î.Hr. –?                                                 |
| Mer[…]re                                    |         | —                                                                        | ?                                                             |
| Merkheperre⁠(d)                              |         | —                                                                        | c. 1663-1649 î.Hr.                                            |
| Merkare⁠(d)                                  |         | —                                                                        | c. 1663-1649 î.Hr.                                            |
| Nume pierdut                                |         | —                                                                        | ?                                                             |
| Sewadjare Mentuhotep⁠(d) al V-lea            |         | —                                                                        | c. 1655 î.Hr.                                                 |
| […]mosre                                    |         | —                                                                        | ?                                                             |
| Ibi […]maatre                               |         | —                                                                        | ?                                                             |
| Hor[…] […]webenre                           |         | —                                                                        | ?                                                             |
| Se...kare                                   |         | ?                                                                        | ?                                                             |
| Seheqenre Sankhptahi⁠(d)                     |         |                                                                          | ?                                                             |
| ...re                                       |         | ?                                                                        | ?                                                             |
| Se...enre                                   |         | ?                                                                        | ?–1649 î.Hr.                                                  |

Alți regi cu poziție cronologică incertă:
| Nume                  | Imagine | Comentariu | Domnie               |
| --------------------- | ------- | ---------- | -------------------- |
| Sewahenre Senebmiu⁠(d) |         |            | După anul 1660 î.Hr. |
| Snaaib⁠(d)             |         |            | ?                    |

### A XIV-a Dinastie
A XIV-a dinastie a fost un grup local din Delta de est, cu centrul la(Xois⁠(d),Avaris), ce a condus din 1705 î.Hr. până în jur de 1690 î.Hr..
| Nume                  | Imagine | Comentariu            | Domnie             |
| --------------------- | ------- | --------------------- | ------------------ |
| Yakbim Sekhaenre⁠(d)   |         |                       | 1805–1780 î.Hr.    |
| Ya'ammu Nubwoserre⁠(d) |         |                       | 1780–1770 î.Hr.    |
| Qareh Khawoserre⁠(d)<  |         |                       | 1770–1760 î.Hr.    |
| 'Ammu Ahotepre⁠(d)     |         |                       | 1760–1745 î.Hr.    |
| Sheshi⁠(d)             |         |                       | 1745–1705 î.Hr.    |
| Nehesy⁠(d)             |         | Un fiu al lui Sheshi. | c. 1705            |
| Khakherewre⁠(d)        |         | -                     | ?                  |
| Nebefawre⁠(d)          |         | -                     | c. 1704            |
| Sehebre⁠(d)            |         |                       | -                  |
| Merdjefare⁠(d)         |         |                       | c. 1699            |
| Sewadjkare al III-lea |         | -                     | ?                  |
| Nebdjefare⁠(d)         |         | -                     | c. 1694            |
| Webenre               |         | -                     | ?                  |
| —                     |         | -                     | ?                  |
| Djefare?              |         | -                     | ?                  |
| Webenre               |         |                       | c. 1690            |
| Nebsenre⁠(d)           |         |                       | c. 1690-1649 î.Hr. |
| Sekheperenre⁠(d)       |         |                       | c. 1690-1649 î.Hr. |
| Anati Djedkare        |         |                       |                    |
| Bebnum⁠(d)             |         |                       |                    |
| 'Apepi⁠(d)             |         |                       |                    |

Faraoni cu poziție cronologică incertă:
| Nume         | Imagine | Comentariu | Domnie          |
| ------------ | ------- | ---------- | --------------- |
| Nuya⁠(d)      |         |            |                 |
| Wazad⁠(d)     |         |            | c. 1700 î.Hr. ? |
| Sheneh       |         |            |                 |
| Shenshek⁠(d)  |         |            |                 |
| Khamure⁠(d)   |         |            |                 |
| Yakareb⁠(d)   |         |            |                 |
| Yaqub-Har⁠(d) |         |            |                 |

### A XV-a Dinastie
A XV-a dinastie (1674-1535 î.Hr.) s-a ridicat din poporul Hyskos, Beduini ai deșertului ce au reușit, pentru o scurtă perioadă, să domine întreaga regiune a Nilului. 
| Nume           | Imagine | Comentariu | Domnie          |
| -------------- | ------- | ---------- | --------------- |
| Semqen⁠(d)      |         |            | 1649 î.Hr. – ?  |
| 'Aper-'Anat⁠(d) |         |            |                 |
| Sakir-Har⁠(d)   |         | -          | ?               |
| Khyan⁠(d)       |         |            | 30–40 ani       |
| Apepi          |         | -          | peste 40 ani    |
| Khamudi⁠(d)     |         | -          | 1555–1544 î.Hr. |

### Dinastia Abydos
Din această dinastie au făcut parte 4 regi, în ordine cronologică:
| Nume                               | Imagine | Comentariu                                                                  | Domnie |
| ---------------------------------- | ------- | --------------------------------------------------------------------------- | ------ |
| Sekhemraneferkhau Wepwawetemsaf⁠(d) |         | [ 62 ]                                                                      |        |
| Sekhemrekhutawy Pantjeny⁠(d)        |         | [ 62 ]                                                                      |        |
| Menkhaure Snaaib⁠(d)                |         | [ 63 ] [ 64 ]                                                               |        |
| Woseribre Senebkay                 |         | Mormânt descoperit în 2014. Probabil faraonul Woser[...]re din Turin canon. |        |

### A XVI-a Dinastie
A XVI-a dinastie a fost un grup local din nordul peninsulei Sinai(Pelusium⁠(d)), ce a condus din 1663 î.Hr. până în jur de 1555 î.Hr..
| Nume                                      | Imagine | Comentariu                    | Domnie |
| ----------------------------------------- | ------- | ----------------------------- | ------ |
| —                                         |         | Nume pierdut                  |        |
| Djehuti⁠(d) Sekhemresementawy              |         | –                             | 3 ani  |
| Sobekhotep al VIII-lea Sekhemreseusertawy |         | –                             | 16 ani |
| Neferhotep al III-lea Sekhemresankhtawy   |         | –                             | 1 an   |
| Mentuhotepi⁠(d) Seankhenre                 |         |                               | 1 an   |
| Nebiryraw I⁠(d) Sewadjenre                 |         | –                             | 26 ani |
| Nebiryaw al II-lea                        |         | –                             |        |
| Semenre⁠(d)                                |         | –                             |        |
| Bebiankh⁠(d) Seuserenre                    |         | –                             | 12 ani |
| Dedumose I⁠(d) Djedhotepre                 |         |                               |        |
| Dedumose al II-lea Djedneferre            |         | –                             |        |
| Montuemsaf⁠(d) Djedankhre                  |         | –                             |        |
| Merankhre Mentuhotep al VI-lea⁠(d)         |         | –                             |        |
| Senusret al IV-lea Seneferibre            |         | –                             |        |
| Sekhemre Shedwast⁠(d)                      |         | –                             |        |
| Pepi al III-lea Sneferankhre              |         | Poziție cronologică disputată |        |

### A XVII-a Dinastie
A XVII-a Dinastie(1650 - 1550 î.Hr.) a fost localizată în Egiptul de Sus. 
| Nume                                      | Imagine | Comentariu | Domnie          |
| ----------------------------------------- | ------- | ---------- | --------------- |
| Sekhemrewahkhaw Rahotep⁠(d)                |         | -          | c. 1620 î.Hr.   |
| Sekhemre Wadjkhaw Sobekemsaf I⁠(d)         |         |            | -               |
| Sekhemre Shedtawy Sobekemsaf al II-lea⁠(d) |         |            | -               |
| Sekhemre-Wepmaat Intef al V-lea⁠(d)        |         | -          | -               |
| Nubkheperre Intef al VI-lea⁠(d)            |         |            | -               |
| Sekhemre-Heruhirmaat Intef al VII-lea⁠(d)  |         | -          | -               |
| Senakhtenre Ahmose                        |         | -          | c. 1558 î.Hr.   |
| Seqenenre Tao⁠(d)                          |         |            | 1558–1554 î.Hr. |
| Kamose                                    |         |            | 1554–1549 î.Hr. |

## Noul Regat

### A XVIII-a Dinastie
| Nume                                                | Imagine | Comentariu                                                                | Domnie             |
| --------------------------------------------------- | ------- | ------------------------------------------------------------------------- | ------------------ |
| Nebpehtire Ahmose I, Ahmosis I                      |         | Fratele lui Kamose.                                                       | c. 1550–1525 î.Hr. |
| Djeserkare Amenhotep I                              |         | Fiul lui Ahmose I.                                                        | 1541–1520 î.Hr.    |
| Aakheperkare Thutmose I                             |         |                                                                           | 1520–1492 î.Hr.    |
| Aakheperenre Thutmose al II-lea                     |         |                                                                           | 1492–1479 î.Hr.    |
| Maatkare Hatshepsut                                 |         | Femeie-Faraon. Mama vitregă a lui Thutmose al III-lea.                    | 1479–1458 î.Hr.    |
| Menkheperre Thutmose al III-lea                     |         |                                                                           | 1458–1425 î.Hr.    |
| Aakheperrure Amenhotep al II-lea⁠(d)                 |         | Fiul lui Thutmose al III-lea.                                             | 1425–1400 î.Hr.    |
| Menkheperure Thutmose al IV-lea⁠(d)                  |         |                                                                           | 1400–1390 î.Hr.    |
| Nebmaatre Amenhotep al III-lea Magnificul           |         |                                                                           | 1390–1352 î.Hr.    |
| Neferkheperure-waenre Amenhotep al IV-lea/Akhenaten |         |                                                                           | 1352–1334 î.Hr.    |
| Ankhkheperure Smenkhkare                            |         | Probabil fiul lui Akhenaten.                                              | 1334–1332 î.Hr.    |
| Neferneferuaten⁠(d)                                  |         | Femeie-Faraon. Probabil regina Nefertiti, ce ar fi domnit sub acest nume. | 1334-1332 î.Hr.    |
| Nebkheperure Tutankhaten/Tutankhamun                |         |                                                                           | 1333–1324 î.Hr.    |
| Kheperkheperure Ay                                  |         |                                                                           | 1324–1320 î.Hr.    |
| Djeserkheperure-setpenre Horemheb                   |         |                                                                           | 1320–1292 î.Hr.    |

### A XIX-a Dinastie
| Nume                                          | Imagine | Comentariu                               | Domnie          |
| --------------------------------------------- | ------- | ---------------------------------------- | --------------- |
| Menpehtire Ramses I                           |         |                                          | 1292–1290 î.Hr. |
| Menmaatre Seti I                              |         |                                          | 1290–1279 î.Hr. |
| Usermaatre-setpenre Ramses al II-lea cel Mare |         |                                          | 1279–1213 î.Hr. |
| Banenre Merenptah                             |         | Al 13-lea fiu al lui Ramesses al II-lea. | 1213–1203 î.Hr. |
| Menmire-setpenre Amenmesse⁠(d)                 |         | Uzurpator                                | 1203–1200 î.Hr. |
| Userkheperure Seti al II-lea                  |         |                                          | 1203–1197 î.Hr. |
| Sekhaenre/Akhenre Merenptah Siptah            |         |                                          | 1197–1191 î.Hr. |
| Satre-merenamun Tausret⁠(d)                    |         | Femeie-Faraon                            | 1191–1190       |

### A XX-a Dinastie
| Nume                                           | Imagine | Comentariu                                                        | Domnie          |
| ---------------------------------------------- | ------- | ----------------------------------------------------------------- | --------------- |
| Userkhaure Setnakhte⁠(d)                        |         |                                                                   | 1190–1186 î.Hr. |
| Usermaatre-meryamun Ramses al III-lea          |         | Fiul lui Setnakhte⁠(d). Probabil a fost asasinat.                  | 1186–1155       |
| User/Heqamaatre-setpenamun Ramses al IV-lea    |         | Fiul lui Ramses al III-lea.                                       | 1155–1149 î.Hr. |
| Usermaatre-sekheperenre Ramses al V-lea        |         |                                                                   | 1149–1145 î.Hr. |
| Nebmaatre-meryamun Ramses al VI-lea            |         | Fiul lui Ramses III. Fratele lui Ramses IV. Unchiul lui Ramses V. | 1145–1137 î.Hr. |
| Usermaatre-setpenre-meryamun Ramses al VII-lea |         | Fiul lui Ramses VI.                                               | 1137–1130 î.Hr. |
| Usermaatre-akhenamun Ramses al VIII-lea        |         |                                                                   | 1130–1129 î.Hr. |
| Neferkare-setpenre Ramses al IX-lea            |         |                                                                   | 1129–1111 î.Hr. |
| Khepermaatre-setpenptah Ramses al X-lea        |         |                                                                   | 1111–1107 î.Hr. |
| Menmaatre-setpenptah Ramses al XI-lea          |         |                                                                   | 1107–1077 î.Hr. |

## A Treia Perioadă Intermediară
A Treia Perioadă Intermediară (1077–732 î.Hr.) marchează sfârșitul Noului Regat și decăderea Imperiului Egiptean.

### A XXI-a Dinastie
A condus între 1069 și 943 î.Hr. Influență scăzută în Egiptul de Jos.
| Nume                                                | Imagine | Comentariu                                         | Domnie          |
| --------------------------------------------------- | ------- | -------------------------------------------------- | --------------- |
| Hedjkheperre-setpenre Nesbanebdjed I (Smendes I)⁠(d) |         | Căsătorit cu Tentamun, fiica lui Ramses al XI-lea. | 1077–1051 î.Hr. |
| Neferkare Heqawaset Amenemnisu⁠(d)                   |         |                                                    | 1051–1047 î.Hr. |
| Aakheperre Pasebakhenniut I⁠(d)                      |         | Fiul lui Pinedjem I. A condus între 40 și 51 ani.  | 1047–1001 î.Hr. |
| Usermaatre Amenemope                                |         | Fiul lui Psusennes I.                              | 1001–992 î.Hr.  |
| Aakheperre Setepenre Osorkon⁠(d)                     |         |                                                    | 992–986 î.Hr.   |
| Netjerikheperre-setpenamun Siamun-meryamun⁠(d)       |         |                                                    | 986–967 î.Hr.   |
| Titkheperure Pasebakhenniut al II-lea               |         | Fiul lui Pinedjem al II-lea.                       | 967–943 î.Hr.   |

### Marii Preoți ai lui Amon din Teba
Au condus între 1080 și 943 î.Hr.. Influență scăzută în Egiptul de Sus. Nu au fost recunoscuți ca faraoni.
| Nume                          | Imagine | Comentariu | Domnie          |
| ----------------------------- | ------- | --- | --------------- |
| Herihor⁠(d)                    |         | Primul preot al lui Amon ce s-a proclamat faraon. A condus din Teba, în timp ce Ramesses al XI-lea conducea din Pi-Ramesses⁠(d). | 1080-1074 î.Hr. |
| Piankh⁠(d)                     |         | - | 1074-1070 î.Hr. |
| Pinedjem I⁠(d)                 |         | Fiul lui Piankh⁠(d). Tatăl lui Psusennes I⁠(d).                                                                                   | 1070-1032 î.Hr. |
| Masaharta⁠(d)                  |         | Fiul lui Pinedjem I⁠(d). | 1054-1045 î.Hr. |
| Djedkhonsuefankh⁠(d)           |         | Fiul lui Pinedjem I⁠(d). | 1046-1045 î.Hr. |
| Menkheperre⁠(d)                |         | Fiul lui Pinedjem I⁠(d). | 1045-992 î.Hr.  |
| Nesbanebdjed al II-lea        |         | Fiul lui Menkheperre⁠(d). | 992-990 î.Hr.   |
| Pinedjem al II-lea            |         | Fiul lui Menkheperre⁠(d), tatăl lui Psusennes al II-lea.                                                                         | 990-976 î.Hr.   |
| Pasebakhaennuit al III-lea⁠(d) |         | Probabil același cu Psusennes al II-lea.                                                                                        | 976-943 î.Hr.   |

### A XXII-a Dinastie
Dinastie libiană, ce a condus între 943 și 728 î.Hr.:
| Nume                                     | Imagine | Comentariu             | Domnie        |
| ---------------------------------------- | ------- | ---------------------- | ------------- |
| Hedjkheperre-setepenre Shoshenq I        |         |                        | 943–922 î.Hr. |
| Sekhemkheperre Osorkon I⁠(d)              |         | Fiul lui Shoshenq I.   | 922–887 î.Hr. |
| Heqakheperre Shoshenq al II-lea          |         | Probabil un uzurpator. | 887–885 î.Hr. |
| Hedjkheperre Harsiese⁠(d)                 |         | Din Teba.              | 880–860 î.Hr. |
| Takelot I⁠(d)                             |         | Fiul lui Osorkon I⁠(d). | 885–872 î.Hr. |
| Usermaatre-setepenamun Osorkon al II-lea |         | Fiul lui Takelot I⁠(d). | 872–837 î.Hr. |
| Usermaatre-setepenre Shoshenq al III-lea |         | -                      | 837–798 î.Hr. |
| Shoshenq al IV-lea                       |         | -                      | 798–785 î.Hr. |
| Usermaatre-setepenre Pami⁠(d)             |         | -                      | 785–778 î.Hr. |
| Aakheperre Shoshenq al V-lea             |         | -                      | 778–740 î.Hr. |
| Aakheperre-setepenamun Osorkon al IV-lea |         | -                      | 740–720 î.Hr. |

### A XXIII-a Dinastie
Dinastie cu origini libiene, ce a condus între 837 și 735 î.Hr.:
| Nume                                      | Imagine | Comentariu                                                                       | Domnie        |
| ----------------------------------------- | ------- | -------------------------------------------------------------------------------- | ------------- |
| Hedjkheperre-setpenre Takelot al II-lea   |         |                                                                                  | 837–813 î.Hr. |
| Usermaatre-setepenamun Pedubast I⁠(d)      |         |                                                                                  | 826–801 î.Hr. |
| Usermaatre-setepenamun Iuput I⁠(d)         |         | A condus împreună cu Pedubast I.                                                 | 812–811 î.Hr. |
| Usermaatre Shoshenq al VI-lea             |         |                                                                                  | 801–795 î.Hr. |
| Usermaatre-setepenamun Osorkon al III-lea |         |                                                                                  | 795–767 î.Hr. |
| Usermaatre-setpenamun Takelot al III-lea  |         | A condus împreună cu fratele său, Osorkon al III-lea, în primii 5 ani de domnie. | 773–765 î.Hr. |
| Usermaatre-setpenamun Rudamun⁠(d)          |         | Fratele lui Takelot al III-lea.                                                  | 765–762 î.Hr. |

Rudamun a fost succedat în Teba de un lider local: 
| Nume               | Imagine | Comentariu    | Domnie      |
| ------------------ | ------- | ------------- | ----------- |
| Menkheperre Ini⁠(d) |         | Doar în Teba. | 762-? î.Hr. |

### Dinastia Libu
A condus între 805 și 732 î.Hr.
| Nume          | Imagine | Comentariu | Domnie        |
| ------------- | ------- | ---------- | ------------- |
| Inamunnifnebu |         | -          | 805–795 î.Hr. |
| ?             |         | -          | 795–780 î.Hr. |
| Niumateped    |         | -          | 780–755 î.Hr. |
| Titaru        |         | -          | 763–755 î.Hr. |
| Ker⁠(d)        |         | -          | 755–750 î.Hr. |
| Rudamon       |         | -          | 750–745 î.Hr. |
| Ankhor⁠(d)     |         | -          | 745–736 î.Hr. |
| Tefnakht⁠(d)   |         | -          | 736–732 î.Hr. |

### A XXIV-a Dinastie
A condus între 732 și 720 î.Hr., cu doar 2 faraoni:
| Nume                           | Imagine | Comentariu | Domnie        |
| ------------------------------ | ------- | ---------- | ------------- |
| Shepsesre Tefnakhte⁠(d)         |         | -          | 732–725 î.Hr. |
| Wahkare Bakenrenef (Bocchoris) |         | -          | 725–720 î.Hr. |

## Perioada Târzie
A durat din 732 î.Hr. până în 30 î.Hr. Egiptul a fost condus de faraoni nubieni, egipteni, perși și macedoneni.

### A XXV-a Dinastie
Dinastie nubiană:
| Nume                      | Imagine | Comentariu                                                                                         | Domnie            |
| ------------------------- | ------- | -------------------------------------------------------------------------------------------------- | ----------------- |
| Usermaatre Piye⁠(d)        |         | Regele Nubiei.                                                                                     | 752–721 î.Hr.     |
| Neferkare Shabaka⁠(d)      |         | -                                                                                                  | 721–707/706 î.Hr. |
| Djedkaure Shebitku⁠(d)     |         | -                                                                                                  | 707/706–690 î.Hr. |
| Khuinefertemre Taharqa⁠(d) |         | -                                                                                                  | 690–664 î.Hr.     |
| Bakare Tantamani⁠(d)       |         | A pierdut controlul Egiptului de Sus în 656 î.Hr., când Psamtik I și-a extins autoritatea în Teba. | 664–653 î.Hr.     |

Fii lui Tantmani s-au întors în Nubia, unde au stabilit regatul din Napata (656–590 î.Hr.), și, mai târziu din Meroë (590 î.Hr. – sec. 4 AC).

### A XXVI-a Dinastie
A condus între 672 și 525 î.Hr..
| Nume                          | Imagine | Comentariu                                             | Domnie        |
| ----------------------------- | ------- | ------------------------------------------------------ | ------------- |
| Menkheperre Nekau I⁠(d)        |         | Tatăl lui Psamtik I.                                   | 672–664 î.Hr. |
| Wahibre Psamtik I             |         | A reunificat Egiptul. Fiul lui Necho I⁠(d).             | 664–610 î.Hr. |
| Wehemibre Nekau al II-lea     |         | Menționat în Biblie. Fiul lui Psamtik I.               | 610–595 î.Hr. |
| Neferibre Psamtik al II-lea   |         | Fiul lui Necho al II-lea.                              | 595–589 î.Hr. |
| Haaibre Wahibre (Apries)⁠(d)   |         | Fiul lui Psamtik al II-lea.                            | 589–570 î.Hr. |
| Khnemibre Ahmose al II-lea    |         | Tatăl lui Psamtik al III-lea.                          | 570–526 î.Hr. |
| Ankhkaenre Psamtik al III-lea |         | A condus timp de 6 luni, înainte de cucerirea persană. | 526–525 î.Hr. |

### A XXVII-a Dinastie
Dinastie persană (după cucerirea Egiptului de către Persia), dar și 2 rebeli egipteni ce i-au învins pe persani:
| Nume                            | Imagine | Comentariu                                                               | Domnie           |
| ------------------------------- | ------- | ------------------------------------------------------------------------ | ---------------- |
| Cambyses (al II-lea al Persiei) |         | L-a învins pe Psamtik al III-lea în Bătălia de la Pelusium din 525 î.Hr. | 525–521 î.Hr.    |
| Smerdis⁠(d) (Bardiya)            |         |                                                                          | 522–521 î.Hr.    |
| Petubastis al III-lea           |         | Un rebel egiptean.                                                       | 522/21–520 î.Hr. |
| Darius I cel Mare               |         | -                                                                        | 521–486 î.Hr.    |
| Xerxes I                        |         | -                                                                        | 486–465 î.Hr.    |
| Psammetichus al IV-lea          |         | Rebel egiptean.                                                          | c. 480 î.Hr.     |
| Artabanus                       |         | -                                                                        | 465–464 î.Hr.    |
| Artaxerxes I                    |         | -                                                                        | 464–424 î.Hr.    |
| Xerxes al II-lea                |         |                                                                          | 424–423 î.Hr.    |
| Sogdianus⁠(d)                    |         |                                                                          | 424–423 î.Hr.    |
| Darius al II-lea                |         |                                                                          | 424–404 î.Hr.    |

### A XXVIII-a Dinastie
A durat doar 6 ani, din 404 până în 398 î.Hr., cu doar un faraon:
| Nume         | Imagine | Comentariu                                                                           | Domnie        |
| ------------ | ------- | ------------------------------------------------------------------------------------ | ------------- |
| Amyrtaeus⁠(d) |         | Descendent al Dinastiei a XXVI-a, a condus o revoltă victorioasă împotriva perșilor. | 404–398 î.Hr. |

### A XXIX-a Dinastie
A condus între 398 și 380 î.Hr.
| Nume                         | Imagine | Comentariu                                         | Domnie        |
| ---------------------------- | ------- | -------------------------------------------------- | ------------- |
| Baenre Nefaarud I⁠(d)         |         | Numit și Nepherites.                               | 398–393 î.Hr. |
| Psammuthes⁠(d)                |         | -                                                  | 393 î.Hr.     |
| Khenemmaatre Hakor (Achoris) |         | Tatăl lui Nefaarud al II-lea.                      | 393–380 î.Hr. |
| Nefaarud al II-lea           |         | A fost ucis de Nectanebo I, după 4 luni de domnie. | 380 î.Hr.     |

### A XXX-a Dinastie
A condus între 380 și 343 î.Hr.
| Nume                                             | Imagine | Comentariu                                   | Domnie        |
| ------------------------------------------------ | ------- | -------------------------------------------- | ------------- |
| Kheperkare Nekhtnebef (Nectanebo I)              |         |                                              | 380–362 î.Hr. |
| Irimaatenre Djedher (Teos)                       |         | Co-regent cu tatăl său, Nectanebo I.         | 362–360 î.Hr. |
| Senedjemibre Nakhthorhebyt (Nectanebo al II-lea) |         | Ultimul conducător nativ al Egiptului Antic. | 360–343 î.Hr. |

### A XXXI-a Dinastie
Dinastie persană, ce a condus între 343 și 332 î.Hr.
| Nume                                         | Imagine | Comentariu                                   | Domnie        |
| -------------------------------------------- | ------- | -------------------------------------------- | ------------- |
| Artaxerxes al II-lea (al III-lea al Persiei) |         |                                              | 343-338 î.Hr. |
| Artaxerxes al III-lea (al IV-lea al Persiei) |         | Doar în Egiptul de Jos. Supranumit și Arses. | 338–336 î.Hr. |
| Khababash⁠(d)                                 |         | Faraon rebel ce a condus invazia din Nubia.  | 338-335 î.Hr. |
| Darius al III-lea (al Persiei)               |         |                                              | 336-332 î.Hr. |

### Dinastia Argeadă
Prima dinastie elenistică a Egiptului. Dinastia cuprinde doar 3 faraoni, ce au condus între 332 și 309 î.Hr.
| Nume                                                    | Imagine | Comentariu                      | Domnie        |
| ------------------------------------------------------- | ------- | ------------------------------- | ------------- |
| Setepenre-meryamun Alexandru (al III-lea al Macedoniei) |         | A cucerit Persia și Egiptul.    | 332-323 î.Hr. |
| Filip Arrhidaeus (al III-lea al Macedoniei)             |         | Fratele lui Alexandru cel Mare. | 323-317 î.Hr. |
| Haaibre Alexandru (al IV-lea al Macedoniei)             |         | Fiul lui Alexandru cel Mare.    | 317-309 î.Hr. |

### Dinastia Ptolemeică
A doua dinastie elenistică a Egiptului. A condus Egiptul între 305 î.Hr. și 30 î.Hr., primul faraon fiind Ptolemeu I Soter, iar ultimul Ptolemeu al XV-lea Cezarion. Ultima dinastie faraonică a Egiptului, fiind succedată de cucerirea Egiptului de către romani.
| Nume                                               | Imagine | Comentariu | Domnie               |
| -------------------------------------------------- | ------- | --- | -------------------- |
| Setepenre-meryamun Ptolemeu I Soter                |         | A abdicat în 285 î.Hr.; a murit în 283 î.Hr.                                                                                               | 305–285 î.Hr.        |
| Berenice I                                         |         | Soția lui Ptolemeu I | ?–285 î.Hr.          |
| Weserkare-meryamun Ptolemeu al II-lea Philadelphos |         | - | 288–246 î.Hr.        |
| Arsinoe I                                          |         | Soția lui Ptolemeu al II-lea | 284/281–c. 274 î.Hr. |
| Arsinoe a II-a                                     |         | Soția lui Ptolemeu al II-lea | 277–270 î.Hr.        |
| Ptolemeu al III-lea Euergetes I                    |         | - | 246–222 î.Hr.        |
| Berenice a II-a                                    |         | Soția lui Ptolemeu al III-lea | 244/243–222 î.Hr.    |
| Ptolemeu al IV-lea Philopator                      |         | - | 222–204 î.Hr.        |
| Arsinoe a III-a                                    |         | Soția lui Ptolemeu al IV-lea | 220–204 î.Hr.        |
| Hugronaphor⁠(d)                                     |         | Faraon revoluționar în Egiptul de Sus | 205–199 î.Hr.        |
| Ankhmakis⁠(d)                                       |         | Faraon revoluționar în Egiptul de Sus | 199–185 î.Hr.        |
| Ptolemeu al V-lea Epiphanes                        |         | În timpul Revoltei Egiptului de Sus (207–186 î.Hr.)                                                                                        | 204–180 î.Hr.        |
| Cleopatra I⁠(d)                                     |         | Soția lui Ptolemeu al V-lea, co-regentă cu Ptolemeu al VI-lea                                                                              | 193–176 î.Hr.        |
| Ptolemeu al VI-lea Philometor                      |         | A murit în 145 î.Hr. | 180–164 î.Hr.        |
| Cleopatra a II-a                                   |         | Soția lui Ptolemeu al VI-lea | 175–164 î.Hr.        |
| Ptolemeu al VIII-lea Euergetes al II-lea           |         | A murit în 116 î.Hr. | 171–163 î.Hr.        |
| Ptolemeu al VI-lea Philometor                      |         | Ptolemeu al VIII-lea a domnit între 164 și 163 î.Hr.; Ptolemeu al VI-lea revine în 163 î.Hr.                                               | 163–145 î.Hr.        |
| Cleopatra a II-a                                   |         | Căsătorită cu Ptolemeu al VIII-lea; a lansat o revoltă împotriva lui în 131 î.Hr., apoi a condus singură Egiptul.                          | 163–127 î.Hr.        |
| Ptolemeu al VII-lea Neos Philopator                |         | | 145–144 î.Hr.        |
| Ptolemeu al VIII-lea Euergetes al II-lea           |         | | 145–131 î.Hr.        |
| Cleopatra a III-a                                  |         | A doua soție a lui Ptolemeu al VIII-lea | 142–131 î.Hr.        |
| Ptolemeu Memphitis                                 |         | Proclamat faraon de Cleopatra a II-a; ucis de Ptolemeu al VIII-lea.                                                                        | 131 î.Hr.            |
| Ptolemeu al VIII-lea Euergetes al II-lea           |         | Restaurat | 127–116 î.Hr.        |
| Cleopatra a III-a                                  |         | Restaurată de Ptolemeu al VIII-lea; co-regentă cu Ptolemeu al IX-lea și Ptolemeu al X-lea.                                                 | 127–107 î.Hr.        |
| Cleopatra a II-a                                   |         | Reconciliată cu Ptolemeu al VIII-lea; co-regentă cu Cleopatra a III-a și Ptolemeu până în 116 î.Hr.                                        | 124–116 î.Hr.        |
| Ptolemeu al IX-lea Soter al II-lea                 |         | A murit în 80 î.Hr. | 116–110 î.Hr.        |
| Cleopatra a IV-a                                   |         | | 116–115 î.Hr.        |
| Ptolemeu al X-lea Alexandru I                      |         | A murit în 88 î.Hr. | 110–109 î.Hr.        |
| Berenice a III-a                                   |         | Măritată forțat cu Ptolemeu al XI-lea; ucisă la ordinele sale 19 zile mai târziu.                                                          | 81–80 î.Hr.          |
| Ptolemeu al XI-lea Alexandru al II-lea             |         | Fiul lui Ptolemeu al X-lea; instalat de Sulla; a domnit 80 de zile înainte să fie ucis de cetățeni pentru uciderea Berenicei a III-a.      | 80 î.Hr.             |
| Ptolemeu al XII-lea Neos Dionysos Auletes          |         | Fiul lui Ptolemeu al IX-lea; mort în 51 î.Hr.                                                                                              | 80–58 î.Hr.          |
| Cleopatra a V-a Tryphaena                          |         | Soția lui Ptolemeu al XII-lea; mama Berenicei a IV-a                                                                                       | 79–68 î.Hr.          |
| Cleopatra a VI-a                                   |         | Fiica lui Ptolemeu al XII-lea | 58–57 î.Hr.          |
| Berenice a IV-a                                    |         | Fiica lui Ptolemeu al XII-lea. | 58–55 î.Hr.          |
| Ptolemeu al XII-lea Neos Dionysos                  |         | Tatăl Cleopatrei a VII-a | 55–51 î.Hr.          |
| Cleopatra a VII-a                                  |         | A condus cu tatăl său, cu fratele ei, Ptolemeu al XIII-lea, cu fratele (și soțul său) Ptolemeu al XIV-lea și fiul său, Ptolemeu al XV-lea. | 51–30 î.Hr.          |
| Ptolemeu al XIII-lea                               |         | Fratele Cleopatrei | 51–47 î.Hr.          |
| Arsinoe a IV-a                                     |         | În opoziție cu Cleopatra. | 48–47 î.Hr.          |
| Ptolemeu al XIV-lea                                |         | Fratele Cleopatrei | 47–44 î.Hr.          |
| Ptolemeu al XV-lea                                 |         | Fiul Cleopatrei; proclamat faraon la 3 ani (de către Cleopatra). Ultimul faraon al Egiptului                                               | 44–30 î.Hr.          |